# Volger Andersson
Volger Andersson (n. 19 ianuarie 1896, Comuna Sundsvall, Comitatul Västernorrland, Suedia – d. 6 octombrie 1969, Comuna Sundsvall, Comitatul Västernorrland, Suedia) a fost un schior de fond ce a reprezentat Suedia, medaliat olimpic. A participat la o ediție a Jocurilor Olimpice (1928) în care a câștigat o medalie de bronz.

## Participări
Lista de mai jos prezintă principalele competiții la care a participat Volger Andersson de-a lungul carierei.
- Olympische Winterspiele 1928/Skilanglauf – 50 Kilometer (Männer)[*]